# Episodi di Pappa e ciccia (settima stagione)
La settima stagione della serie televisiva Pappa e ciccia, venne trasmessa negli Stati Uniti sulla ABC dal 21 settembre 1994 al 24 maggio 1995.
In Italia, venne trasmessa su Canale 5 nel 1996.
| n° | Titolo originale                    | Prima TV USA      | Prima TV Italia |
| -- | ----------------------------------- | ----------------- | --------------- |
| 1  | Nine Is Enough                      | 21 settembre 1994 | 1996            |
| 2  | Two for One                         | 28 settembre 1994 | 1996            |
| 3  | Snoop Davey Dave                    | 5 ottobre 1994    | 1996            |
| 4  | Girl Talk                           | 12 ottobre 1994   | 1996            |
| 5  | Sleeper                             | 19 ottobre 1994   | 1996            |
| 6  | Skeleton in the Closet              | 26 ottobre 1994   | 1996            |
| 7  | Follow the Son                      | 2 novembre 1994   | 1996            |
| 8  | Punch and Jimmy                     | 9 novembre 1994   | 1996            |
| 9  | White Men Can't Kiss                | 16 novembre 1994  | 1996            |
| 10 | Thanksgiving '94                    | 23 novembre 1994  | 1996            |
| 11 | Maybe Baby                          | 30 novembre 1994  | 1996            |
| 12 | The Parenting Trap                  | 14 dicembre 1994  | 1996            |
| 13 | Rear Window                         | 4 gennaio 1995    | 1996            |
| 14 | My Name is Bev                      | 11 gennaio 1995   | 1996            |
| 15 | Bed and Bored                       | 1º febbraio 1995  | 1996            |
| 16 | Sisters                             | 8 febbraio 1995   | 1996            |
| 17 | Lost Youth                          | 15 febbraio 1995  | 1996            |
| 18 | Single Married Female               | 22 febbraio 1995  | 1996            |
| 19 | All About Rosey                     | 1 marzo 1995      | 1996            |
| 20 | All About Rosey                     | 1 marzo 1995      | 1996            |
| 21 | Husbands and Wives                  | 22 marzo 1995     | 1996            |
| 22 | Happy Trailers                      | 29 marzo 1995     | 1996            |
| 23 | The Blaming of the Shrew            | 3 maggio 1995     | 1996            |
| 24 | The Birds and the Frozen Bees       | 10 maggio 1995    | 1996            |
| 25 | Couch Potatoes                      | 17 maggio 1995    | 1996            |
| 26 | Sherwood Schwartz: A Loving Tribute | 24 maggio 1995    | 1996            |